# Contrôle de l'exécution des lois de finances
 (juillet 2024).
En France, le contrôle de l'exécution des lois de finances s'organise en trois temps : le contrôle a priori ; le contrôle en cours d'exécution ; le contrôle a posteriori.
Il fait intervenir de nombreux acteurs :
- les ordonnateurs, les comptables publics, les directeurs régionaux et départementaux des finances publiques, les corps d'inspections opèrent le contrôle administratif ;
- la Cour des comptes en ce qui concerne le contrôle juridictionnel ;
- les parlementaires, et plus particulièrement les Commissions des finances des assemblées par le biais des missions d'évaluation et de contrôle et surtout par l'assistance de la Cour des comptes en application des dispositions de l'article 58 de la LOLF.

L'article XV de la déclaration des droits de l'homme et du citoyen de 1789 dispose que « la société a le droit de demander compte à tout agent public de son administration ». Par ailleurs, le contrôle de l'exécution d'une loi de finances relève d'un contrôle de légalité. Longtemps tourné vers le contrôle de régularité, le contrôle et l'évaluation des lois de finances s'oriente de plus en plus vers un contrôle de la gestion financière publique. Le chapitre II de la LOLF s'intitule « du contrôle » et précise le rôle de certains de ces acteurs.

## Le Contrôle administratif

### Le Contrôle budgétaire
Autrefois régi par la loi du 10 août 1922, le contrôle financier, ou contrôle budgétaire, a été réformé par le décret no 2005-54 du 27 janvier 2005 relatif au contrôle financier au sein des administrations de l’État. Il est désormais régi par le décret 2012-1246 du 7 novembre 2012 relatif à la gestion budgétaire et comptable publique. 
Ce contrôle vise la maîtrise de l'exécution des lois de finances, tant en crédits qu'en effectifs, et le caractère soutenable de la programmation pluriannuelle et de la gestion en cours, par l'identification et à la prévention des risques financiers ainsi que par l'analyse des facteurs explicatifs de la dépense et du coût des politiques publiques.

#### Les raisons d'une évolution
Avant le 1er janvier 2006, tous les actes de dépense faisaient l'objet d'un contrôle a priori autorisant leur exécution. La réforme de 2005 a conduit à un allégement de ces contrôles afin de mieux les concentrer sur les actes dépensiers les plus importants,.
Par ailleurs, le contrôle financier était auparavant effectué dans chaque ministère par un service dédié. Ils relèvent désormais tous du ministère du Budget. Cette indépendance hiérarchique s'inscrit dans la recherche d'une plus grande transparence budgétaire.

#### Le fonctionnement
Le contrôle financier des administrations centrales est effectué dans chaque ministère par une autorité désignée et placée sous l'autorité du Ministre chargé du Budget.

##### Autorité compétente
Il s'agit du Contrôleur budgétaire et comptable ministériel, à la tête d'un service composé de deux départements et compétent à la fois pour exercer le contrôle interne, et le contrôle financier. Ce service est donc présent dans tous les ministères, bien qu'il soit commun au ministère du Budget et à celui de l'Économie.
Le contrôleur est un fonctionnaire nommé à cet emploi par voie de détachement. Il est issu du corps du contrôle général économique et financier, du corps des Administrateurs des finances publiques, ou encore d'autres corps s'il a occupé un poste de direction dans le domaine financier.

##### Contrôles effectués
Pour chaque ministère, le ministre chargé du budget arrête un document de répartition initiale de crédits et des emplois et un document prévisionnel de gestion des emplois et des crédits de personnels. Sur cette base, un arrêté détermine les projets d'actes qui sont soumis au visa ou à l'avis préalable du contrôleur budgétaire et comptable du ministère. Il précise également les modalités d'évaluation les modalités de contrôle a posteriori des autres actes.
Le Contrôleur budgétaire et comptable vise le document de répartition initiale de crédits et des emplois et le document prévisionnel de gestion des emplois et des crédits de personnels établis obligatoirement par chaque ministre au plus tard un mois avant le début de l'exercice concerné. Il vérifie le caractère sincère des prévisions de dépenses et d'emplois présentées par les responsables de programme.
Il vise les projets de modification de la répartition de crédits tendant à diminuer la réserve de crédits destinée à prévenir une détérioration de l'équilibre budgétaire.
Il vise également les projets d'actes financiers désignés dans l'arrêté de l'article 105 comme devant faire l'objet d'un avis préalable, compte tenu de la nature de la dépense, de leur montant ainsi que de la qualité des instruments de prévision et de suivi à la disposition des ordonnateurs.
Le Contrôleur budgétaire et comptable émet un avis préalable sur tout projet tendant à diminuer les crédits affectés aux dépenses de personnel ainsi que sur les propositions budgétaires et les demandes de crédits additionnels.

##### Modalités de contrôle
Le Contrôleur budgétaire et comptable examine les projets d'actes qui lui sont soumis au regard de l'imputation de la dépense, de la disponibilité des crédits et des emplois, de l'exactitude de l'évaluation et de leur impact sur les finances publiques.
Il rend dans les plus brefs délais un avis ou son visa, et au plus tard dans les quinze jours. Son silence vaut acceptation. 
Le refus de visa ne peut être passé outre que sur autorisation du ministre chargé du budget saisi par le ministre concerné. Un avis préalable défavorable ne lie pas le responsable de programme.

##### Évaluation et contrôle renforcé
Chaque année, le Contrôleur budgétaire et comptable évalue le contrôle et l'audit internes. S'il constate que le contrôle financier n'est pas respecté ou que les crédits budgétaires sont dépassés, il peut proposer au ministre d'inscrire, dans le document de programmation budgétaire initiale de l'année suivante, un renforcement des contrôles.

### Le contrôle des ordonnateurs par les comptables
Les comptables publics se bornent à contrôler la régularité budgétaire des actes pris par les ordonnateurs (principaux ou secondaires), mais n'apprécient ni leur opportunité, ni leur légalité.

### Le contrôle hiérarchique
Dans chaque département, les contrôleurs subordonnés (trésoriers principaux, receveurs-percepteurs, percepteurs) sont contrôlés par leurs supérieurs hiérarchiques, à savoir les comptables supérieurs de la direction générale des Finances publiques (DGFiP).
En administration centrale, le contrôle des comptables des administrations financières relève de la DGFiP.
A posteriori, l'Inspection générale des finances peut réaliser un contrôle.

### Les corps d'inspection
Le principal corps d'inspection qui opère un contrôle de nature administrative de l'exécution des lois de finances est l'Inspection générale des finances.
Mais d'autres corps participent également à ce contrôle :
- l'Inspection générale des affaires sociales ;
- l'Inspection générale de l'administration ;
- l'Inspection générale de l'éducation nationale ;
- le Contrôle général des armées, etc.

## Le contrôle juridictionnel

### La Cour de discipline budgétaire et financière
La Cour de discipline budgétaire et financière assure le contrôle des ordonnateurs et des exécutants des programmes de la Loi de finances. Elle a une mission juridictionnelle répressive qui peut l'amener à fixer des amendes qui seront, dans certains cas, publiées. Cette publication joue un rôle dissuasif.

### La Cour des comptes
En application des dispositions de l'article 47 de la Constitution, la Cour des comptes assiste le Gouvernement et le Parlement dans le suivi de l'exécution des lois de finances. Cette équidistance entre le pouvoir exécutif et le pouvoir législatif a été consacrée par la jurisprudence du Conseil constitutionnel.
Elle contrôle l'emploi des deniers publics par les services de l'État, les établissements publics nationaux et les comptables publics (patents ou de fait). Ce contrôle est effectué au moyen du contrôle juridictionnel qui consiste à juger les comptes des comptables publics et au moyen du contrôle de la gestion qui consiste à porter une appréciation sur la gestion d'un organisme public.
En outre, la Cour certifie les comptes de l'État.

#### Le contrôle juridictionnel
La Cour des comptes juge les comptes des comptables publics. En cas d'irrégularité, la responsabilité personnelle et pécuniaire du comptable peut être engagée. On dit
alors que le comptable est mis en débet.

#### Le contrôle de la gestion
La Cour des comptes effectue également un contrôle administratif sur la gestion :
- des services soumis à une comptabilité publique ;
- des établissements publics nationaux ;
- des organismes publics ;
- des organismes bénéficiaires de concours financiers publics ;
- des organismes faisant appel à la générosité publique (l'ARC, par exemple).

#### Évolutions récentes
Avec la LOLF, la Cour a été conduite à développer de nouvelles missions et de nouvelles compétences et expertises. La certification des comptes de l'État lui confère une mission comparable à celle du commissaire aux comptes d'une entreprise.

## Le contrôle parlementaire

### En fin d'exécution: la Loi de règlement
La Loi de règlement permet un contrôle a posteriori de la Loi de finances. Créée en 1818 sous le nom de « Loi des Comptes », elle était à l'époque la seule grande occasion pour le Parlement de porter un jugement sur la politique du Gouvernement.
Cependant, la montée du parlementarisme en a fait une formalité, un rite qui a perdu son importance.
La LOLF lui a finalement permis de renaître en lui attribuant une
portée comptable nouvelle et un cadre plus formel :
- le projet de Loi de règlement de l'exercice budgétaire n-1 doit être déposée avec le 1er juin de l'année n (article 46 de la LOLF) ;
- le projet de Loi de finances de l'exercice budgétaire n+1 sera donc élaboré au regard de la Loi de règlement de l'exercice n-1.

La loi organique du 28 décembre 2021 relative à la modernisation de la gestion des finances publiques rénove certaines dispositions relatives à la Loi de règlement, afin de lui donner plus de poids politique : 
- les Lois de règlement sont renommées "lois relatives aux résultats de la gestion et portant approbation des comptes de l’année" afin de mettre en avant l’importance des travaux liés à l’évaluation des politiques publiques à l’occasion de leur examen[19] ;
- la date limite de dépôt du projet de Loi de règlement est avancée du 1er juin au 1er mai afin de donner plus de temps aux parlementaires pour se consacrer à leurs travaux d’évaluation et de contrôle dans le cadre du "printemps de l’évaluation"[20].

Ce cadre entrera en vigueur au 1er janvier 2023. 